# ریکاردو ده بورگس بنگوئچیا
ریکاردو ده بورگُس بنگوئِچیا (به اسپانیایی: Ricardo de Burgos Bengoetxea) (زاده ۱۶ مارس ۱۹۸۶) داور فوتبال اسپانیایی است که در لا لیگا قضاوت می‌کند. او در فهرست داوران فیفا است و به عنوان داور درجه اول یوفا رده‌بندی شده‌است.   یک فرد نامرد که در حق رئال نامردی کرد

## دوران داوری
در سال ۲۰۱۱، ده بورگُس بنگوئچیا داوری را در دسته سگوندا دیویسیون آغاز کرد و در سال ۲۰۱۵ برای قضاوت در لا لیگا، لیگ برتر فوتبال اسپانیا، ارتقاء یافت و در ۲۳ اوت ۲۰۱۵ در دیدار دو تیم لوانته و سلتاویگو، اولین قضاوت خود را در این دسته ثبت کرد. در سال ۲۰۱۷، او بازی دور رفت از سوپرجام اسپانیا ۲۰۱۷ را بین بارسلونا و رئال مادرید داوری کرد. در سال ۲۰۱۸ در فهرست داوران فیفا قرار گرفت و اولین بازی ملی در رده بزرگسالان را در ۱۰ اکتبر ۲۰۱۹ در مقدماتی یورو ۲۰۲۰ یوفا، میان دو تیم بلاروس و استونی قضاوت کرد.

### بین‌المللی
| قضاوت‌های برتر | قضاوت‌های برتر               | قضاوت‌های برتر | قضاوت‌های برتر        |
| تاریخ         | بازی                        | نتیجه         | رقابت                |
| ------------- | --------------------------- | ------------- | -------------------- |
| ۲۱ مارس ۲۰۱۸  | ترکیه زیر-۱۹ – اتریش زیر-۱۹ | ۲–۰           | انتخابی اروپا زیر-۱۹ |
| ۱۲ ژوئیه ۲۰۱۸ | فرنتس‌واروشی – مکابی تل-آویو | ۱–۱           | انتخابی لیگ اروپا    |
| ۳ اکتبر ۲۰۱۸  | پورتو – گالاتاسرای          | ۲–۲           | لیگ اروپا            |
| ۱۰ اکتبر ۲۰۱۹ | بلاروس – استونی             | ۰–۰           | انتخابی اروپا        |
| ۱۰ اکتبر ۲۰۲۰ | مونته‌نگرو – آذربایجان       | ۲–۰           | لیگ ملت‌های اروپا     |
| ۳ دسامبر ۲۰۲۰ | میلان – سلتیک               | ۴–۲           | لیگ اروپا            |

### داخلی
| دسته               | کشور    | فصل(ها)   | تعداد |
| ------------------ | ------- | --------- | ----- |
| ترسرا دیویسیون     | اسپانیا | ۲۰۰۹–۲۰۰۶ |       |
| سگوندا دیویسیون بی | اسپانیا | ۲۰۱۱–۲۰۰۹ | ۲۶    |
| سگوندا دیویسیون    | اسپانیا | ۲۰۱۵–۲۰۱۱ | ۸۸    |
| لا لیگا            | اسپانیا | –۲۰۱۵     | ۱۲۸   |

## زندگی شخصی
ده بورگس بنگوئچیا از اهالی بیلبائو است و به عنوان تکنسین دندان‌سازی فعالیت می‌کند.

## یادداشت
1. ↑  تا آخرین بازی قضاوت شده در فصل ۲۰۲۱/۲۲.